# 과시여가

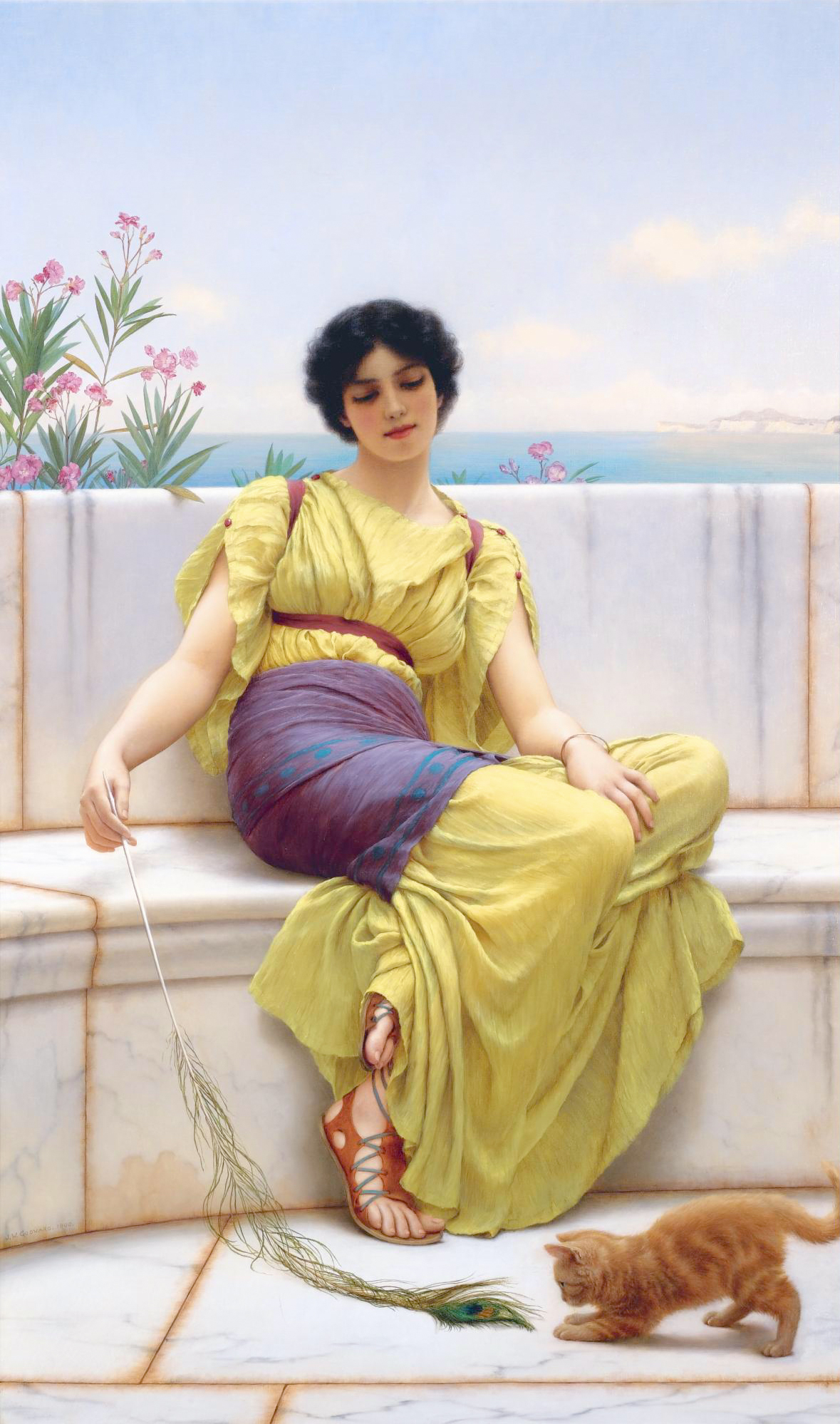
존 윌리엄 고드워드의 1900년 그림.

과시여가(Conspicuous leisure)는 노르웨이계 미국 사회학자 소스타인 베블런이 『유한계급론』에서 제안한 개념이다. 과시여가는 자신의 사회적 지위를 내보이고 획득하기 위한 목적으로 수행되는 여가다. 과시여가는 완전히 사회적 요인으로 동기부여되는 것처럼 보이는 여가형태로 구성되며, 예컨대 이색적인 공간으로 장기간의 휴가를 다녀와 사치스러운 기념품을 가져오는 것 따위가 이에 속한다.  과시여가는 계층이라는 것이 존재하는 모든 사회에서 나타난다. 과시여가는 비생산성의 미화에 기여하며, 하층계급이 유한계급을 매도하기보다 부러워하게 만든다. 그래서 여가는 상층계급이 지위와 물질적 위치를 유지하는 데 도움이 된다. 유사하게, 사치스러운 지출을 통해 비생산성을 과시할 때는 베블런의 또다른 개념인 "과시소비"로 설명된다.

## 같이 보기
- 어플루엔자